# This Kiss
«This Kiss» —en español «Este beso»— es una canción de la cantante canadiense Carly Rae Jepsen, perteneciente a su segundo álbum de estudio, Kiss, de 2012. El integrante de LMFAO, Redfoo la produjo junto al cantante Matthew Koma. El sello discográfico de Interscope Records lo lanzó como sencillo el 10 de septiembre de 2012 en Canadá, los Estados Unidos y México en la tienda digital iTunes, mientras que en Japón su lanzamiento tuvo lugar el 12 de septiembre del mismo año.
El tema contó con buena recepción por parte de los críticos musicales. La mayoría de estos lo compararon con «Call Me Maybe» y destacaron que es un buen sucesor para este. Asimismo, contó con un desempeño comercial negativo, ya que alcanzó la posición número ochenta y seis en la lista estadounidense Billboard Hot 100, lo que la convierte en la segunda canción de Jepsen como solista que logra ingresar a la lista, luego de «Call Me Maybe» que llegó al número uno. La cantante interpretó el tema en vivo por primera vez en el programa The Ellen DeGeneres Show. Justin Francis dirigió el vídeo musical del sencillo, el cual se estrenó el 28 de octubre de 2012 en el canal VEVO de la intérprete.

## Antecedentes y descripción

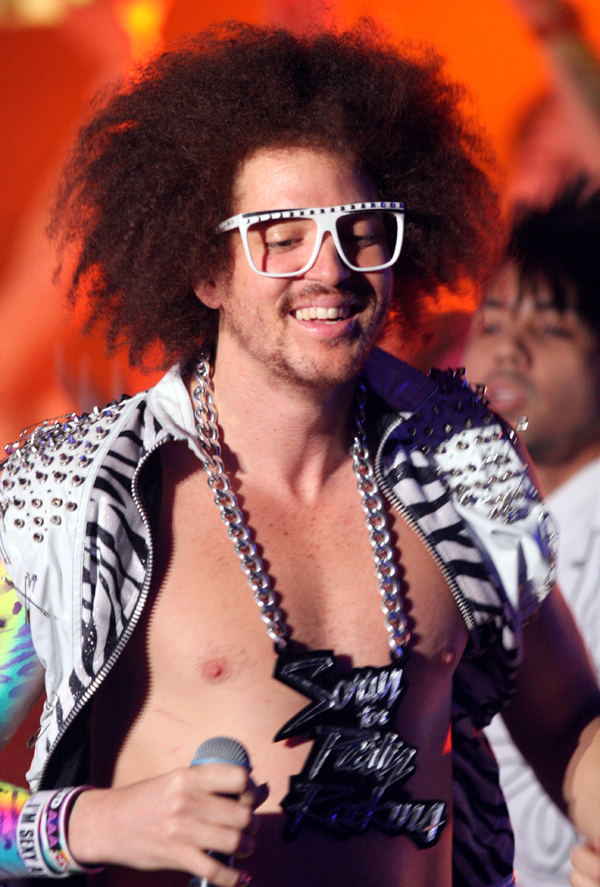
Redfoo, integrante de LMFAO, coprodujo la canción.

Carly Rae Jepsen compuso el tema junto a Matthew Koma, Kelly Covell, y Stefan Kendal Gordyel, mientras que su producción musical quedó a cargo de Koma y el integrante de LMFAO, Redfoo. De acuerdo con Ethan Sacks de NY Dayli News y John Gonzalez de Mlive la canción tiene «un ritmo dance pegadizo, letras amigables y un estribillo emocional» y contiene una «vibra de los 80». Según Bill Lamb de About.com la canción habla sobre «un amor prohibido, [en el cual] los dos protagonistas están comprometidos en relaciones con otros, pero, oh, ¡ese beso! Carly Rae Jepsen describe los sentimientos de entusiasmo y peligro cuando te das cuenta [de que] alguien que está fuera de alcance sabe como ajustar tu agitado corazón. Al igual que en el anterior éxito "Call Me Maybe," este romántico enredo se muestra sin trucos y en palabras que son perfectamente seguras para los niños. "This Kiss" es pop puro y simple». Lamb comentó que: 

«"This Kiss" tiene una dulzura mostrada por [los] suaves tonos de campanas y notas de guitarra que suavizan la canción para la audiencia de la radio pop. La voz de Carly Rae Jepsen tiene un aire femenino [con el que] gana la simpatía de los jóvenes fanáticos del pop».

Jason Lipshutz de la revista Billboard comentó que el tema «está lleno sutiles golosinas sónicas, de la repetición de los versos a la falta de aire en el puente al cálido mar synth pop en el coro». En cuanto a su producción, incorpora «grandes acordes de sintetizadores [que] impulsan la canción hacia adelante». 
Según Carl Williott de Idolator.com el tema tiene un ritmo «electro chispeante» y que su letra es más «segura» que «Call Me Maybe». Asimismo, Williott comentó que el verso «This kiss is something I can't resist / Your lips are undeniable» —en español: «Este beso es algo que no puedo resistir / Tus labios son innegables»— recuerda a «Kiss on My List» (1981) de Hall & Oates. Por otro lado, Tara Fowler de Entertainment Weekly dijo que «la canción tiene una linda historia de fondo». Alexandra Capotorto de PopCrush comentó que: «No podemos dejar de pensar que Whitney Houston golpeó esta canción fuera del parque en 1982 con su poderosa voz, haciendo la canción suya». Interscope Records lanzó el primer sencillo de Kiss el 10 de septiembre de 2012 mediante la tienda digital de iTunes en países como Canadá, los Estados Unidos y México, mientras que en Japón se lanzó dos días después.

## Recepción

### Comentarios de la crítica
Bill Lamb de About.com le otorgó cuatro estrellas de cinco y comentó: «"This Kiss" no es una repetición del perfecto éxito pop de Carly Rae Jepsen "Call Me Maybe". De cualquier forma, es una abundante prueba de que su éxito no es casualidad. Letras sólidas envueltas por una brillante [y] alegre producción pop que encontrará su camino en tu cabeza muy rápido. Carly Rae Jepsen es un talento pop importante». Jason Lipshutz de la revista Billboard en su revisión de Kiss comentó que: «El primer sencillo oficial del álbum [...] es tan innegable como los labios de [los que se habla en la letra]». Posteriormente, en otra revisión, Lipshutz comentó que: «"This Kiss" es el retorno de Jepsen al serio negocio de elaborar diversión conqueta». John Gonzalez de Mlive comentó que: 

«Tal vez no será otro "Call Me Maybe" —y puedes decir lo mismo de cualquier otro sencillo futuro— pero hay que darle [a Jepsen] más credibilidad como [una] cantante que es más que una maravilla de un solo éxito».

Amy Sciarretto de PopCrush comentó que: «¡La naturaleza ligera y esponjosa de la canción es lo que la hace tan atractiva! Jepsen canta acerca de un beso [que] es algo que no puede resistir y los labios de su amado, que es su tipo, son innegables. Ella capta un sentimiento universal y lo encierra en una canción adictiva». Asimismo, Sciarretto agregó que el tema «podría ser una de las más grandes canciones del otoño 2012» y le otorgó cuatro estrellas de cinco. Rick Florino de Artist Direct comentó que «es un himno azucarado» y destacó que luego del éxito de «Call Me Maybe» «un sucesor [del sencillo] no fue una tarea fácil, sin embargo [...] Jepsen mantuvo el nivel pegadizo [de "Call Me Maybe"] [...] mientras que pisa territorio mundialmente sin problemas». Posteriormente, Florino le otorgó cuatro estrellas y media de cinco. Carl Williott de Idolator.com también comparó el tema con «Call Me Maybe» y dijo que «[Jepsen] se encuentra otra vez en la persecución de un hombre. Pero esta vez está en una misión». Además agregó que «Carly está pasando por la dominación de las pistas de baile» y comentó que el verso «This kiss is something I can't resist / Your lips are undeniable» —en español: «Este beso es algo que no puedo resistir / Tus labios son innegables»— recuerda a «Kiss On My List» de Hall & Oates. Para finalizar su revisión, Williott comentó que el tema «sin duda sería un cambio de ritmo para la audiencia de Rihanna en el club». Tara Fowler de Entertainment Weekly dijo que la canción «tiene un divertido, efervescente ritmo dance [...] pero sinceramente, es difícil imaginar que iguale el fenómeno de "Call Me Maybe"». El sitio web Pop Dust posicionó al tema en el número diesciséis en su lista de las 100 mejores canciones del 2012.

### Recibimiento comercial
La canción contó con una recepción comercial moderada. En la semana del 29 de septiembre de 2012, debutó en el puesto número ochenta y seis de la lista Billboard Hot 100, lo que la convierte en la segunda canción de Jepsen como solista que logra ingresar a dicha lista, luego de «Call Me Maybe» que alcanzó el número uno. Sin embargo, salió de la lista a la semana siguiente. Asimismo, también obtuvo el puesto número cuarenta en la lista Digital Songs. Para finales de noviembre de 2012, el tema había vendido aproximadamente 115 000 copias en los Estados Unidos, según Nielsen Soundscan. En Canadá «This Kiss» alcanzó el número veintitrés en la lista Canadian Hot 100, lo que lo convierte en el tercer sencillo mejor posicionado de Jepsen en el territorio, luego de «Call Me Maybe» y «Curiosity» que alcanzaron la posición número uno y dieciocho, respectivamente. En Francia debutó en la posición número 173 en la lista French Singles Chart, y semanas después alcanzó el puesto número 152. Por otro lado, en Nueva Zelanda alcanzó la posición número treinta y nueve, pero se mantuvo solo una semana dentro de la lista.

## Promoción

### Presentaciones en directo
Jepsen interpretó el sencillo en vivo por primera vez en el programa The Ellen DeGeneres Show, mientras usaba una camiseta color azul marino y un pantalón corto color celeste. Posteriormente lo presentó en el episodio final del programa de concursos de baile So You Think You Can Dance. El 8 de octubre de 2012, Jepsen interpretó el tema en el estreno del primer episodio de la quinta temporada de la serie de televisión 90210. El mismo mes, asistió a una entrevista organizada por Walmart Soundcheck en Los Ángeles, allí cantó el tema junto a «Call Me Maybe» y otras canciones de Kiss, como «Your Heart Is A Muscle» y «Guitar String / Wedding Ring». El 26 de octubre, interpretó la canción en el programa nocturno Late Show with David Letterman. El 18 de noviembre, Jepsen se presentó en los American Music Awards 2012 para interpretar «This Kiss» y posteriormente «Call Me Maybe».

### Vídeo musical
La filmación del vídeo estuvo a cargo de Justin Francis y se empezó a grabar a mediados de septiembre de 2012 en Burbank, California. Allí, la cantante vistió diferentes atuendos «provocativos», tales como un bikini top de rayas blanco y negro, una falda escolar y tacones de aguja de gladiadores. El 10 de octubre de 2012 Jepsen publicó un adelanto del vídeo de 24 segundos. Finalmente se estrenó junto a la película Fun Size (2012) el 26 de octubre de 2012, y se publicó dos días después en la cuenta VEVO oficial de la intérprete. Este inicia con Jepsen y un grupo de amigas maquillándose en un auto, para posteriormente entrar a una fiesta. Una vez allí, un chico —interpretado por Thomas McDonell— la mira fijamente mientras camina a través del evento. Posteriormente, se le ve interpretando la canción y bailando con sus compañeras. En otra escena, el chico está fotografiando a un invitado, cuando las protagonistas lo interrumpen para que las fotografíe a ellas. Más tarde, Jepsen y el chico corren hacia una piscina, donde saltan y finalmente se besan.

## Formatos
- Descarga digital

| «This Kiss» — Sencillo |             |          |  |
| N.º                    | Título      | Duración |  |
| 1.                     | «This Kiss» | 3:49     |  |

| This Kiss (Remixes) — EP |                                      |          |  |
| N.º                      | Título                               | Duración |  |
| 1.                       | «This Kiss» (Jason Nevins Remix)     | 4:11     |  |
| 2.                       | «This Kiss» (Digital Dog Remix)      | 4:13     |  |
| 3.                       | «This Kiss» (Brass Knuckles Remix)   | 4:05     |  |
| 4.                       | «This Kiss» (Mathieu Bouthier Remix) | 6:45     |  |

## Posicionamiento en listas

### Semanales
| País              | Lista                     | Mejor posición |      |
| 2012              | 2012                      | 2012           | 2012 |
| ----------------- | ------------------------- | -------------- | ---- |
| Alemania          | German Singles Chart      | 64             |      |
| Bélgica (Flandes) | Ultratip 50               | 1              |      |
| Bélgica (Valonia) | Ultratip 50               | 12             |      |
| Canadá            | Canadian Hot 100          | 23             |      |
| Estados Unidos    | Billboard Hot 100         | 86             |      |
| Estados Unidos    | Digital Songs             | 40             |      |
| Estados Unidos    | Pop Songs                 | 37             |      |
| Francia           | French Singles Chart      | 152            |      |
| Japón             | Japan Hot 100             | 65             |      |
| Nueva Zelanda     | New Zealand Singles Chart | 39             |      |
| Países Bajos      | Dutch Top 40              | 58             |      |

## Historial de lanzamientos
| País           | Fecha                    | Formato          | Ref.  |
| -------------- | ------------------------ | ---------------- | ----- |
| Canadá         | 10 de septiembre de 2012 | Descarga digital | [ 4 ] |
| Estados Unidos | 10 de septiembre de 2012 | Descarga digital | [ 5 ] |
| México         | 10 de septiembre de 2012 | Descarga digital | [ 6 ] |
| Japón          | 12 de septiembre de 2012 | Descarga digital | [ 7 ] |